# (4923) Clarke
(4923) Clarke es un asteroide que forma parte del cinturón de asteroides y fue descubierto por Schelte John Bus el 2 de marzo de 1981 desde el Observatorio de Siding Spring, cerca de Coonabarabran, Australia.

## Designación y nombre
Clarke recibió al principio la designación de 1981 EO27.
Posteriormente, en 1996, se nombró en honor del escritor británico Arthur C. Clarke (1917-2008).

## Características orbitales
Clarke está situado a una distancia media de 2,145 ua del Sol, pudiendo alejarse hasta 2,578 ua y acercarse hasta 1,713 ua. Su inclinación orbital es 6,67 grados y la excentricidad 0,2017. Emplea en completar una órbita alrededor del Sol 1148 días.

## Características físicas
La magnitud absoluta de Clarke es 14,3 y el periodo de rotación de 3,179 horas. Está asignado al tipo espectral S de la clasificación SMASSII.